# Glacier des Petoudes
Le glacier des Petoudes est un glacier de Suisse situé dans le massif du Mont-Blanc, sur la commune de Trient du canton du Valais.
Le glacier naît de l'individualisation d'une langue glaciaire du glacier des Grands situé sur l'ubac de la pointe des Grands et des aiguilles du Génépi, du Midi des Grands et du Pissoir, à environ 3 000 mètres d'altitude, et se dirige vers le nord en direction de l'alpage des Petoudes dans le val de Trient. Il est entouré par la langue terminale du glacier du Trient à l'est.